# Kapris (körfestival)

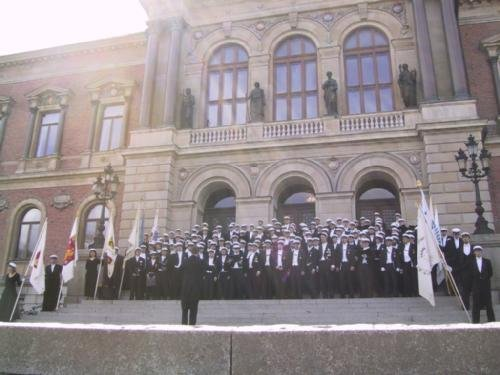
Kapriskören på universitetstrappan i Uppsala den 10 maj 2003.

KAPRIS är namnet på studentmanskörsfestivalen i Uppsala, oftast den andra lördagen i maj. 
I festivalen, som grundades år 1995, deltar nationsmanskörer och andra studentmanskörer med anknytning till Uppsala universitet och Sveriges lantbruksuniversitet samt många ur herrstämmorna från nationernas blandade körer. Manskörer från andra universitet och högskolor kan också ansluta vissa år och den gemensamma kören, Kapriskören, kan då ofta räkna över tvåhundra sångare. Fanbärarkonventet ger med sin stora fanborg extra glans åt festivalen.
Det främsta syftet med festivalen är att under gemensam flagg verka för bevarandet av den svenska manskörssången under högtidliga och festliga former. 
Motto: Gärna vackert men framför allt starkt.

## Program
Kaprisfestivalen består av tre delar:
1. Trappmarschen - där alla deltagande sångare marscherar genom Uppsala och sjunger vid olika anrika trappor, inte minst för att göra reklam för konserten.
2. Konserten - oftast på någon studentnation med stor konsertlokal. Under år med extra stort deltagarantal används bland annat  universitetsaulan.
3. Festen - på någon studentnation.  En mycket starkt sjungande sittning, inklusive eftersläpp med dans till storband.

## Gästdirigenter (urval)
- 1995, 2005, 2010 – Robert Sund
- 1996 – Per Borin
- 1997 – Mats Nilsson
- 1998 – Folke Alin
- 1999 – Ragnar Bohlin
- 2003, 2013 – Andreas Lönnqvist
- 2004 – Lone Larsen
- 2006 – Cecilia Martin-Löf
- 2007 – Maria Goundorina

## Körer som deltagit
- Uppsala studentmanskörer - Uppsala universitet, Sveriges lantbruksuniversitet
- Förenade nationsmanskören - Lunds universitet
- Chalmers manskör - Chalmers tekniska högskola
- Sällskapet CMB - Karlstads universitet
- Snapsakademien - Luleå tekniska universitet
- Tors Bockar - Mittuniversitetet
- Stockholms Studentsångare - Stockholms universitet
- Brahe Djäknar - Åbo Akademi